# 伯赫尔根杰
伯赫尔根杰（Barhalganj），是印度北方邦Gorakhpur县的一个城镇。总人口19171（2001年）。

## 人口
该地2001年总人口19171人，其中男性9898人，女性9273人；0—6岁人口3053人，其中男1480人，女1573人；识字率60.04%，其中男性为67.47%，女性为52.11%。